# Kyogo Furuhashi
Kyogo Furuhashi (古橋 亨梧, Furuhashi Kyogo, Ikoma, 20 januari 1995) is een Japans voetballer die als aanvaller speelt bij Celtic.

## Clubcarrière
In 2013 ging Furuhashi naar de Chuo University, waar hij in het schoolteam voetbalde. Nadat hij in 2017 afstudeerde, ging Furuhashi spelen voor FC Gifu. Hij tekende in augustus 2018 bij Vissel Kobe. Furuhashi veroverde er in 2019 de Beker van de keizer. Op 16 juli 2021 werd bekend dat hij voor vier jaar heeft getekend bij Celtic. Furuhashi werd in 2022, 2023 en 2024 Schots kampioen met Celtic.

## Statistieken
| Seizoen         | Club            | Competitie           | Competitie | Competitie | Beker | Beker | Internat. | Internat. | Totaal | Totaal |
| Seizoen         | Club            | Competitie           | Wed.       | Dlp.       | Wed.  | Dlp.  | Wed.      | Dlp.      | Wed.   | Dlp.   |
| --------------- | --------------- | -------------------- | ---------- | ---------- | ----- | ----- | --------- | --------- | ------ | ------ |
| 2017            | FC Gifu         | J2 League            | 42         | 6          | 2     | 0     | 0         | 0         | 44     | 6      |
| 2018            | FC Gifu         | J2 League            | 26         | 11         | 1     | 0     | 0         | 0         | 27     | 11     |
| 2018            | FC Gifu         | J1 League            | 13         | 5          | 0     | 0     | 0         | 0         | 13     | 5      |
| 2019            | FC Gifu         | J1 League            | 31         | 10         | 6     | 2     | 0         | 0         | 37     | 12     |
| 2020            | FC Gifu         | J1 League            | 30         | 12         | 1     | 0     | 8         | 4         | 39     | 16     |
| 2021            | FC Gifu         | J1 League            | 21         | 15         | 1     | 1     | 0         | 0         | 22     | 16     |
| 2021/22         | Celtic FC       | Scottish Premiership | 20         | 12         | 4     | 3     | 9         | 5         | 33     | 20     |
| 2022/23         | Celtic FC       | Scottish Premiership | 36         | 27         | 8     | 7     | 6         | 0         | 50     | 34     |
| 2023/24         | Celtic FC       | Scottish Premiership | 21         | 8          | 1     | 0     | 6         | 2         | 28     | 10     |
| Carrière totaal | Carrière totaal | Carrière totaal      | 240        | 106        | 24    | 13    | 29        | 11        | 293    | 130    |

## Interlandcarrière
Furuhashi maakte op 19 november 2019 zijn debuut in het Japans voetbalelftal tijdens een Copa América 2019 tegen Venezuela.

## Statistieken
| Japans voetbalelftal | Japans voetbalelftal | Japans voetbalelftal |
| Jaar                 | Wed.                 | Dlp.                 |
| -------------------- | -------------------- | -------------------- |
| 2019                 | 1                    | 0                    |
| 2021                 | 5                    | 3                    |
| Totaal               | 6                    | 3                    |